# هراچیا آچاریان
هراچیا آچاریان (ارمنی: [[[wikt:Հրաչեայ|Հրաչեայ]] Աճառեան (classical) Hračʿeay Ačaṙean; Հրաչյա Աճառյան (reformed) Hračʿya Ačaṙyan] Error: {{Lang}}: متن دارای نشانه‌گذاری ایتالیک است (راهنما) (زاده ۸ مارس ۱۸۷۳ – درگذشته ۱۶ آوریل ۱۹۵۳) زبان‌شناس، ریشه‌شناس، فیلولوژیست و پروفسور اهل ارمنستان بود که در فرهنگستان ملی علوم ارمنستان، انجمن زبان‌شناسی فرانسه و انستیتوی مطالعات شرقی چکسلواکی عضویت داشت.

## زندگی‌نامه
آچاریان در ۸ مارس ۱۸۷۶ در محله ساماتیا شهر استانبول به دنیا آمد. وی تحصیلات دبستانی را در زادگاهش فراگرفت و در ۱۸۹۳م دورهٔ آموزشگاه مرکزی ارمنی‌های استانبول را به پایان برد. در ۱۸۹۵م تحصیلات عالی خود را در سوربن پی گرفت و نزد استادانی چون پروفسور آنتوان میه، بلوشه و ماسپرو به تحصیل زبان‌های شرقی پرداخت. در ۱۸۹۷م به خاطر پژوهش گسترده اش در زمینهٔ زبان لاز، که زبان قومی از مردم قفقاز است، به عضویت انجمن زبان‌شناسی پاریس پذیرفته شد. در همان سال در یازدهمین همایش خاورشناسان که در پاریس تشکیل شده بود شرکت کرد و پژوهش جامع خود دربارهٔ زبان ارمنی برای میهمانان خواند و توجه بسیاری را برانگیخت. به همین سبب هوبشمان، زبان‌شناس آلمانی و رئیس آن همایش، آچاریان را به استراسبورگ فراخواند و وی در ۱۹۸۹م برای خضور در جلسه‌های سخنرانی این زبان‌شناس در دانشگاه، به استراسبورگ سفر کرد و در همان سال موفق به گرفتن دانشنامهٔ دکتری شد.
و استراسبورگ درس خواند. وی به عنوان معلم در واغارشاپات، شوشی و تهران فعالیت کرد. در ۱۹۲۳ به ایروان رفت و در دانشگاه دولتی ایروان زبان‌های بیگانه، زبان‌شناسی تاریخی و تاریخ زبان ارمنی را آموخت. وی بیش از ۲۰۰ اثر منتشرشده در زمینه‌های ارمنی‌شناسی، زبان ارمنی، و زبان‌های شرقی را تألیف کرده‌است. آچاریان در ۱۶ آوریل ۱۹۵۳ در سن ۷۷ سالگی در ایروان درگذشت انستیتوی دولتی زبان‌شناسی ارمنستان به نام وی نام‌گذاری شده‌است.

## کتابشناسی

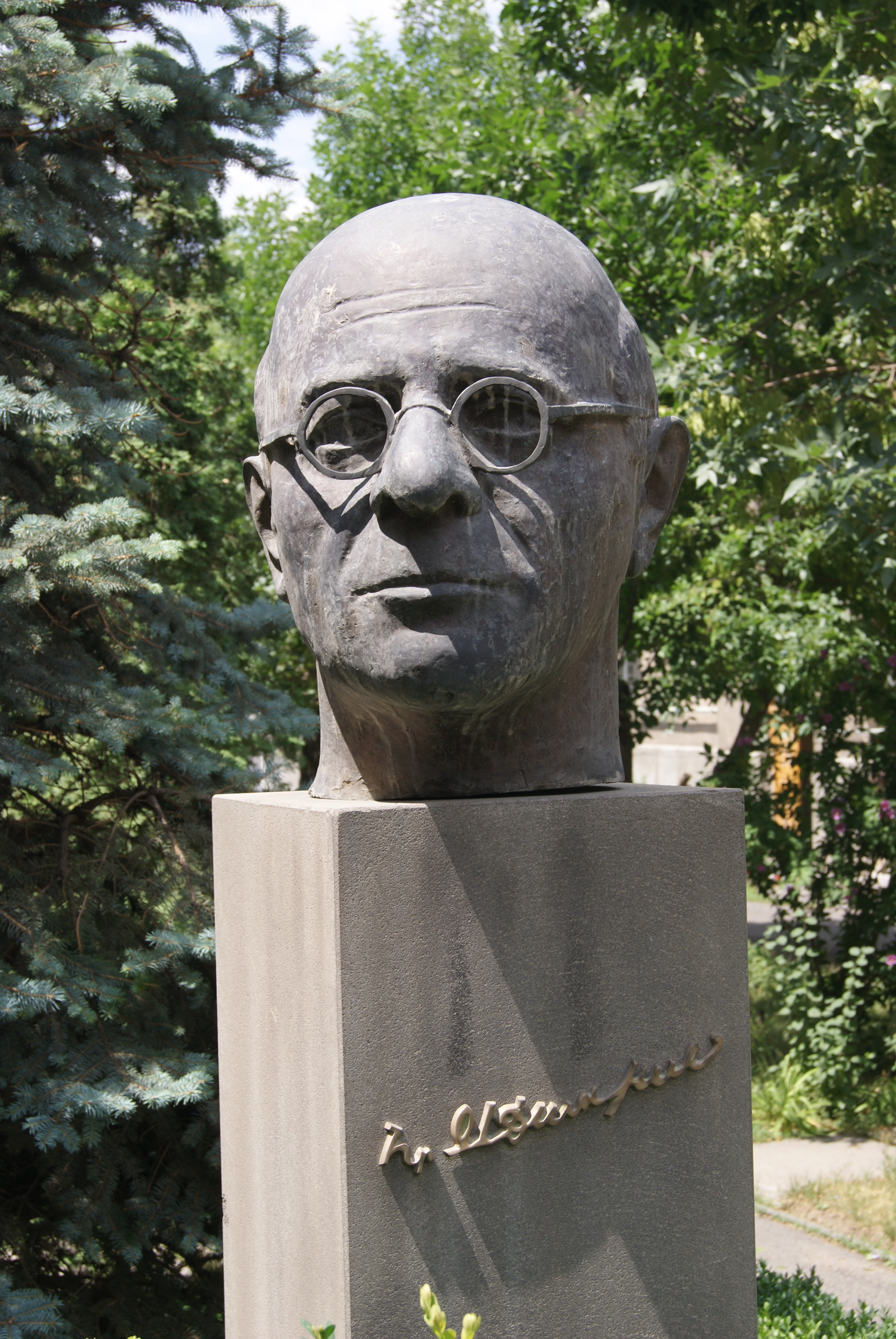
مجسمه نیمه‌تنه آجاریان در ایروان

- بررسی و مقایسهٔ تاریخ دیرین زیتون، بازماوِب، ۱۸۹۷م
- تحقیق و بررسی در مورد ولایت‌های ارمنی نشین، ونیز، ۱۸۹۸م
- روانشناسی زبان، بیوراک، ۱۸۹۸م
- تلفظ حروف اُ، و، اِ و ی در زبان ارمنی، بازماوِب، ۱۸۹۸م
- کلامی دربارهٔ باداراک، آرارات، ۱۸۹۸م
- داستانی از کولی‌ها با مقایسهٔ داستانی نظیر آن در ارمنی، باناسِر، ۱۸۹۹م
- مکالمات رمزی در ارمنی، باناسِر، ۱۸۹۹م
- رشد توانایی محاسبه در افراد و زبانها، آرارات، ۱۸۹۹م
- وجه تسمیهٔ کلمات پِتاک (لانهٔ زنبور)، آرویگ (خورشید)، یراژیشت (نوازنده) و ناژیشت (ندیمه)، باناسِر، ۱۸۹۹م
- تحقیق و بررسی در مورد انواع گویش‌های محلی ارمنیان، اچمیادزین، ۱۹۰۱م
- پیدایش ارمنیان در دوران پیش از تاریخ، تفلیس، ۱۹۰۱م
- کلمات وام گرفته شده از زبان ترکی در زبان ارمنی، مسکو؛ واغارشاپات،[۱۵۰]۱۹۰۲م
- شاهدان جدید ارمنیان، اچمیادزین، ۱۹۰۳م
- مجموعه ادبیات عامیانهٔ ارمنیان استانبول (با همکاری آرمنوهی آجاریان)، آزگاگراکان هاندِس، ۱۹۰۲م
- اجزای زبان‌ها، آرارات، ۱۹۰۲م
- نقد خط‌های میخی ثبت شدهٔ فارسی و آشوری یا برگرفته از آنها که به تاریخ سرزمین نائیری اورارتو ربط دارد، ترجمهٔ هوسِپ سندلجیان، ونیز، ۱۹۰۱م
- ارائهٔ پیشنهادی به ادیبانمان، آرارات، ۱۹۰۴م
- تاریخ چین و هندوستان، تبریز، ۱۹۰۵م
- فهرست کتاب‌های دستنویس موجود در تبریز، ۱۹۰۵م؛ ونیز ۱۹۱۰م
- تاریخ ادبیات نوین ارمنی، دیر اچمیادزین، ۱۹۰۶م
- منابع تاریخ کشف الفبای مسروپ ماشتوتس مقدس و تحقیق دربارهٔ آن، باناسِر، ۱۹۰۷م
- تاریخ کشیش یغیا (سدهٔ شانزدهم میلادی)، اچمیادزین، ۱۹۰۸م
- از استانبول تا کارین، نخجوان نو، ۱۹۰۹م
- بهگود گیتا (آواز خوش یا آواز خوشبختی)، ترجمه از هندی به فرانسه، اچمیادزین، ۱۹۱۱م
- شخصیت‌های ادبی ارمنستان غربی، ۱۹۱۱–۱۹۱۲م
- گذشته و حال زبانشناسی ارمنی، ۱۹۱۱م
- نام‌های خاص، ۱۹۱۱م
- روش‌های استفهام و عنصری از زبان چینی در ارمنی، سالنامهٔ تِودیک، ۱۹۱۲م
- مورخان ترک، ۱۹۱۲م
- فرهنگ کلمات مورد استفاده در ولایتهای ارمنی‌نشین، تفلیس،[۱۵۵] ۱۹۱۳م
- کلمات جدید ارمنی در کتابهای قدیمی، ونیز، ۱۹۱۳–۱۹۲۶م
- اتحاد یعنی قدرت، ارمنستان شوروی، ۱۹۴۲م
- منتظرتان هستم، ارمنستان شوروی، ۱۹۴۵م
- هشدار شدید به آتش‌افروزان جنگ نوین، ارمنستان شوروی، ۱۹۵۰م
- خوشامدگویی (به مناسبت بیستمین سالگرد حکومت شوروی در ارمنستان)، اچمیادزین، ۱۹۵۰م
- آرامش بر جنگ پیروز خواهد شد، ارمنستان شوروی، ۱۹۵۱م
- مقایسهٔ دستور زبان کامل زبان ارمنی با ۶۵۲ زبان، ۱۹۵۲–۱۹۶۵م، ۵ جلد
- مسروپ ماشتوتس، اچمیادزین، ۱۹۵۴م
- اسامی ارمنی، اچمیادزین، ۱۹۵۳م
- کلمات وام گرفته شده از زبان ارمنی در زبان فارسی، اچمیادزین، ۱۹۵۳م
- دستور زبان کامل من، ارمنستان شوروی، ۱۹۵۲م
- بررسی و تحقیق گویش ارمنیان شهر وان، ایروان، ۱۹۵۲م
- داستان تحلیل خط میخی فارسی، ایروان، ۱۹۵۱م
- کلمات وام گرفته شده از اروپا در زبان ارمنی، ۱۹۴۷م
- سه موضوع دربارهٔ الفبای ماشتوتس، اچمیادزین، ۱۹۴۶م
- تاریخ دقیق کشف الفبای ارمنی، اچمیادزین، ۱۹۴۴م
- فرهنگ نام‌های اشخاص ارمنی، ایروان، ۱۹۴۲–۱۹۶۲م، ۵ جلد
- بررسی و تحقیق در مورد گویش ارمنیان جلفای نو، ایروان، ۱۹۴۰م
- تاریخ ادبیات نوین ارمنی، بیروت، ۱۹۳۹م
- پیدایش جزء یان در نام‌های خانوادگی ارمنیان استانبول، استانبول، ۱۹۳۷م
- گلچین فارسی، ۱۹۳۷م
- فهرست کتاب‌های دستنویس به زبان ارمنی در تهران، ۱۹۳۵م
- گلچین گرابار، ۱۹۳۱م
- اسناد مربوط به روابط ایران و ارمنستان، ۱۹۲۷م
- فرهنگ ریشه‌یابی کلمات ارمنی، ایروان، ۱۹۲۶–۱۹۳۵م، ۷ جلد